# Хуан Доминго Перон (стадион)
«Президент Хуан Доминго Перон», широко распространённые названия — «Эль Силиндро де Авельянеда» («Цилиндр») и «Эль Колисео» («Колизей») (исп. Estadio Presidente Juan Domingo Perón; El Cilindro de Avellaneda; El Coliseo) — футбольный стадион в городе Авельянеда, домашняя арена клуба «Расинг». Один из крупнейших стадионов Аргентины. Назван в честь бывшего президента Аргентины Хуана Доминго Перона.

## История
В 1946 году было принято решение о предоставлении денежных средств на строительство стадиона «Расинга». Из 11 млн песо 8 млн выделил министр финансов Аргентины Рамон Серейхо. 3 сентября 1950 года стадион был официально открыт игрой хозяев против «Велес Сарсфилда».
В 1951 году стадион принимал Панамериканские игры. В 1955—1973 годах Перон находился в изгнании, поэтому стадион официально называли «Моцарт и Куйо» — в честь великого композитора и исторической области Куйо, первым губернатором которой был герой Аргентины Хосе де Сан-Мартин.
В 1966 году были добавлены новые осветительные вышки. В честь реконструкции «Расинг» предложил провести товарищеский матч мюнхенской «Баварии». «Расинг» выиграл со счётом 3:2. Середина 1960-х была золотой для «Академиков» — в 1967 году клуб завоевал свой единственный в истории Кубок Либертадорес, а затем и Межконтинентальный кубок, а поскольку тогда клубный чемпион планеты определялся в двух матчах, Эль Силиндро принимал домашний матч «Расинга» в этом турнире.
В 1988 и 2007 годах Эль Силиндро принимал финалы вторых по значимости турниров Южной Америки — Суперкубка Либертадорес и Южноамериканского кубка соответственно. В обоих случая хозяева в итоге стали обладателями трофея. При этом, в 2007 году стадион был домашним для клуба «Арсенал» из пригорода Авельянеды — Саранди, поскольку их арена не удовлетворяла требованиям по вместимости для международных турниров.
В 1995—1997 годах над стадионом была смонтирована прозрачная крыша, установленная на металлических креплениях. По окончании реконструкции, Хуан Доминго Перон стал первым полностью крытым стадионом Аргентины. В 2002 году по периметру арены была установлена современная система безопасности, включающая цепочку видеокамер и громкоговорителей.

## Финалы международных турниров
- Кубок Либертадорес 1967
- Межконтинентальный кубок 1967
- Суперкубок Либертадорес 1988
- Рекопа Южной Америки 1989
- Южноамериканский кубок 2007 (использовался «Арсеналом» Саранди)
- Рекопа Южной Америки 2008 (использовался «Арсеналом» Саранди)

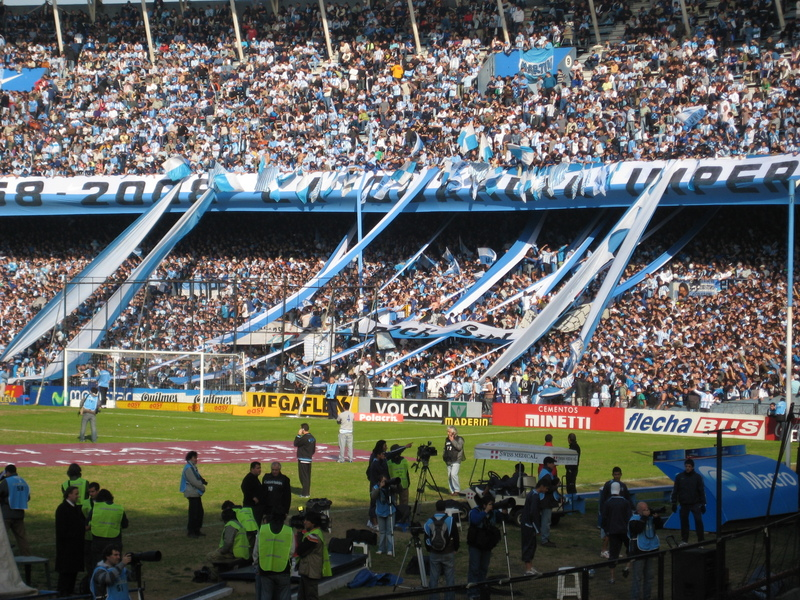
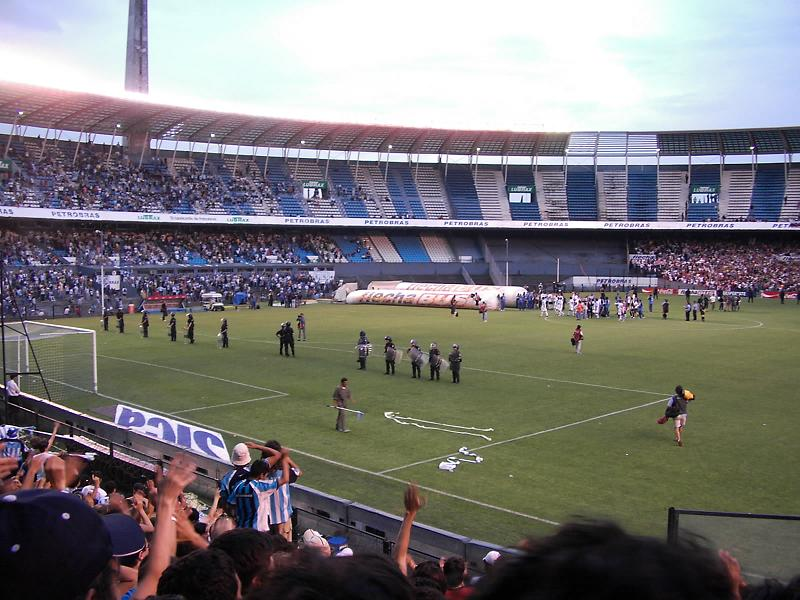
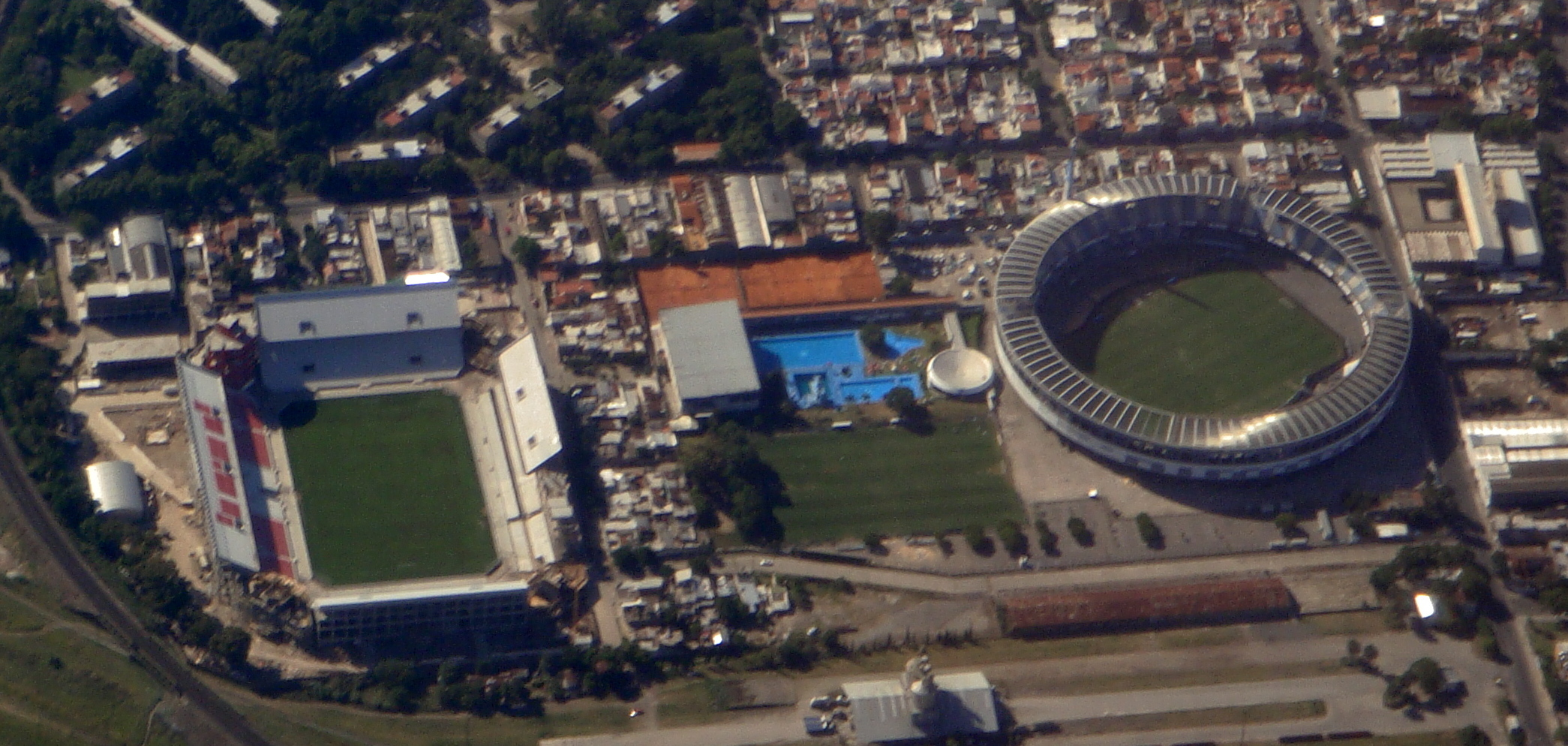